# Сабазий

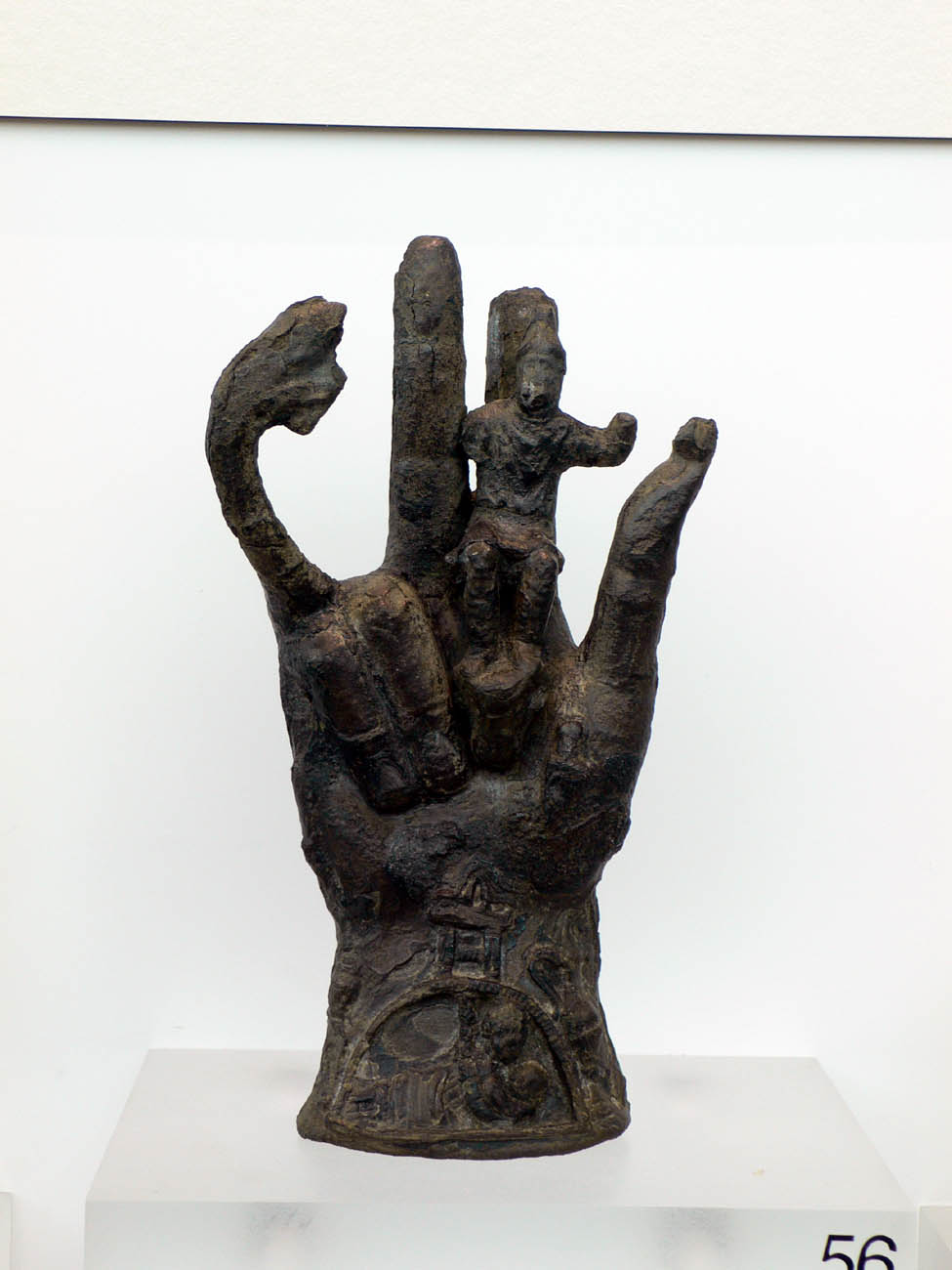
Рука Сабазия

Сабазий (др.-греч. Σαβάζιος, Σαβάδιος, Σαβάσιος, Σαβάνδος, Σεβάζιος, Σεβάδιος, возможно также Савватий, Сабаций) — верховный рогатый бог фракийцев и фригийцев, согласно Страбону, «некоторым образом он дитя» Матери богов.

## Значение
Греки отождествляли его с Дионисом, сыном Зевса, или даже с самим Зевсом. Лукиан сопоставляет Сабазия с другими фригийскими божествами — Атисом, Кибелой, Корибантом; у других писателей Сабазий сближается с малоазийским и сирийским божеством луны — Mên, именем которого называлась деревня во Фригии. В позднейшую эпоху формирования античной мифологии Сабазия считали подателем благ. На некоторых памятниках Сабазий именуется «владыкой вселенной»; самое имя божества — общего корня с санскр. sabhâdj, чтимый, и с греч. σέβειν, чтить.
В наиближайшей связи Сабазий находился во Фригии с тамошним первенствующим женским божеством Mά, великой матерью богов и всего сущего, вместе с ней образуя верховную божественную двоицу; в этом виде Сабазий носит имя «отца» или «бога». Женскую половину двоицы во Фракии представляла не только Матерь богов (Mά, Кибела), но и юное божество луны (Котис, Коттито, Бендида), которое греки называли то Артемидой, то Деметрой или Персефоной. Как во Фригии, так и во Фракии, главные божества, мужское и женское, образовавшие верховную двоицу, в свою очередь двоились: с одной стороны Сабазий и сын его Атис, с другой — Котис и дочь её Бендида, так что первоначальный эпитет становился именем другого божества, отдельного от первого, но весьма близкого ему по происхождению и в мифологических сочетаниях.

## История
Незадолго до начала Пелопоннесской войны (V в. до н. э.) почитание Сабазия как особого божества проникло в Афины и совершалось открыто, хотя афиняне не забывали о его иноземном происхождении и культ его встречал противодействие и осуждение со стороны консерваторов. Гонение на иноземное божество было приостановлено вмешательством дельфийского оракула.
Ревностной участницей оргий в честь Сабазия была мать Александра Великого Олимпиада; отсюда возникла легенда о том, что сам Зевс в образе змея вступал в связь с Олимпиадой и что плодом этих отношений был Александр; ходил даже рассказ, будто царь Филипп потерял глаз за то, что подсмотрел в замочную скважину, как божество в виде змея возлежало с его супругой.
Слияние Сабазия с другими восточными божествами, сирийскими, персидскими, даже с иудейским Саваофом, принадлежит первым векам христианства, хотя начало этого смешения восходит уже ко II в. до н. э.: в 139 г. евреи были изгнаны из Рима за прозелитизм среди римских граждан в силу закона, обрекавшего на изгнание распространителей почитания Юпитера-Сабазия. Блаватская также отождествляла Диониса-Сабазия и Иегову-Саваофа.

## Мифы
Страстно влюбленный в родную сестру, Зевс удовлетворил свою страсть, приняв вид быка; потом под видом кающегося и будто бы оскопившего себя он в лоно сестры вложил бараньи ядра: Деметра родила дочь, Персефону, к которой воспылал страстью Зевс и в образе змеи соединился с родной дочерью ; плодом этой связи был мальчик Загрей с бычьей головой.
Как пишет Диодор Сицилийский, Сабазий первый заставил вола пахать землю, другими словами, стал сеять ячмень.
По преданию, изложенному Орфеем, его разорвали титаны. В орфических гимнах этот рассказ восполнен другим, о том, как титаны, подстрекаемые Герой, напали на ребёнка, разрубили его на куски и пожрали. Афина спасла только сердце, ещё трепетавшее, и принесла его Зевсу, который или сам проглотил сердце, или передал его Семеле, от которой родился Дионис — другой, юный Загрей. Титаны были поражены перунами Зевса, и из их пепла произошли люди, соединяющие в себе, таким образом, начала божеское и человеческое, доброе и порочное. Отсюда в молениях к Сабазию было выражение: бык породил змею и змея породила быка. По Феофрасту, его призывали, когда видели неядовитую змею парей.

## Иконография
Чаще всего Сабазия изображали в виде бородатого мужчины во фригийской одежде и шапке, одной ногой опирающегося на баранью голову и руками, поднятыми для благословения (с тремя поднятыми первыми пальцами и загнутыми остальными). Символом Сабазия во Фригии служил змей, во Фракии же Сабазий изображался в виде быка или человека с бычьими небольшими рогами. Во фракийских мистериях Сабазий представлялся в образе толстощекой змеи (греч. όφις παρείας); в том же образе Сабазий перешёл и в мистерии македонские.
Священное дерево Сабазия — тополь.

## Святилища
Главное святилище Сабазия находилось на горе Пангее, вблизи Филипп; неподалёку оттуда возвышался и Дионисов холм. Его святилище располагалось в Перпериконе.

## Культ
Служители Сабазия назывались σαβοι, равно как и места почитания его; празднества Сабазия оглашались восклицаниями εϋοϊ σαβοϊ. Спутниками и спутницами фракийского Сабазия были те же второстепенные божества, что и в культе Диониса: Пан, Силен, сатиры, наяды, нимфы. Менады Дионисовых оргий, вакханки, носили здесь имя мималлоны, а служители его — бессы. Из Фракии почитание Сабазия рано перешло в Македонию, преимущественно, вероятно, в виде мистерий.
Культ Сабасия носил оргиастический характер, участники празднеств в честь Сабасия плясали со змеями в руках изображая мистическое сочетание Зевса и Персефоны. От IV в. имеется свидетельство оратора Демосфена о способе публичного чествования Сабасия, в котором Эсхин вместе с матерью не раз принимал участие. Это были уличные оргии, дневные и ночные, сопровождавшиеся громким, беспорядочным пением, шумной музыкой на кимвалах и литаврах и своеобразными, слишком вольными плясками. Участники процессии (thiasos) украшали себе голову укропом и листьями тополя, покрывались кровавыми шкурами молодых оленей, сжимали в руках толстых змей и потрясали им в воздухе и, совершив обряд очищения водою, глиною и отрубями, произносили: «Я бежал от зла и обрёл благо»; в дневных процессиях слышались восклицания: ευοϊ σαβοϊ, ϋης άττης, άττης ϋης; вождя процессии старухи награждали разными печеньями из муки и мёда с изюмом. Важнейшим актом при посвящении новичков в таинство было пропускание змеи через одежду посвящаемого, причём змея сползала по груди к ногам, как бы символизируя и напоминая любовные отношения Зевса и Персефоны. По описанию Страбона, те же самые обряды соблюдались во фригийском культе Сабасия. Самые разнузданные половые отношения и бражничество мужчин и женщин составляли одну из принадлежностей этих оргий. По уверению жрецов Сабасия, души человеческие получали в таинствах божества очищение и отпущение грехов. Есть, к тому же, основание предполагать, что в мистериях Сабасия, как и в элевсинских таинствах, посвященные воспринимали указания на бессмертие души: в культе и молитвах оно знаменовалось умиранием и вторичным рождением Сабасия.
Культ Сабазия представляет яркий пример того, как религиозные верования различных народов, соседних и родственных, переплетаются между собою, как под влиянием верований одного народа изменяется исконное представление о божестве у другого, пока религия остается делом самого народа, не замыкается в догму, охраняемую особым классом священнослужителей или лиц, облеченных государственною властью. С течением времени, когда на страже родной религии становится правительственная власть или когда руководящая часть населения находит известные верования несогласными с её пониманием божества и с господствующими требованиями нравственности, чужеземные верования, запечатленные чертами более первобытной религии, усваиваются только низшими слоями населения, исповедуются тайно и, выходя на свет, подвергаются строгому осуждению, как оскорбительные для народной нравственности. Так было и с культом Сабазия в исторической Греции и в Риме; тем не менее, в народных массах он дожил до сравнительно поздней поры христианства.